# Bundesautobahn 85
Pour les articles homonymes, voir A85.
La Bundesautobahn 85 est le nom d'un projet de Bundesautobahn dans le Land de Bade-Wurtemberg.

## Histoire
L'A 85 prend fin le 25 août 1980 avec la deuxième loi modifiant la loi sur l'extension des Bundesfernstraßen de 1971 à 1985. 